# GR 222

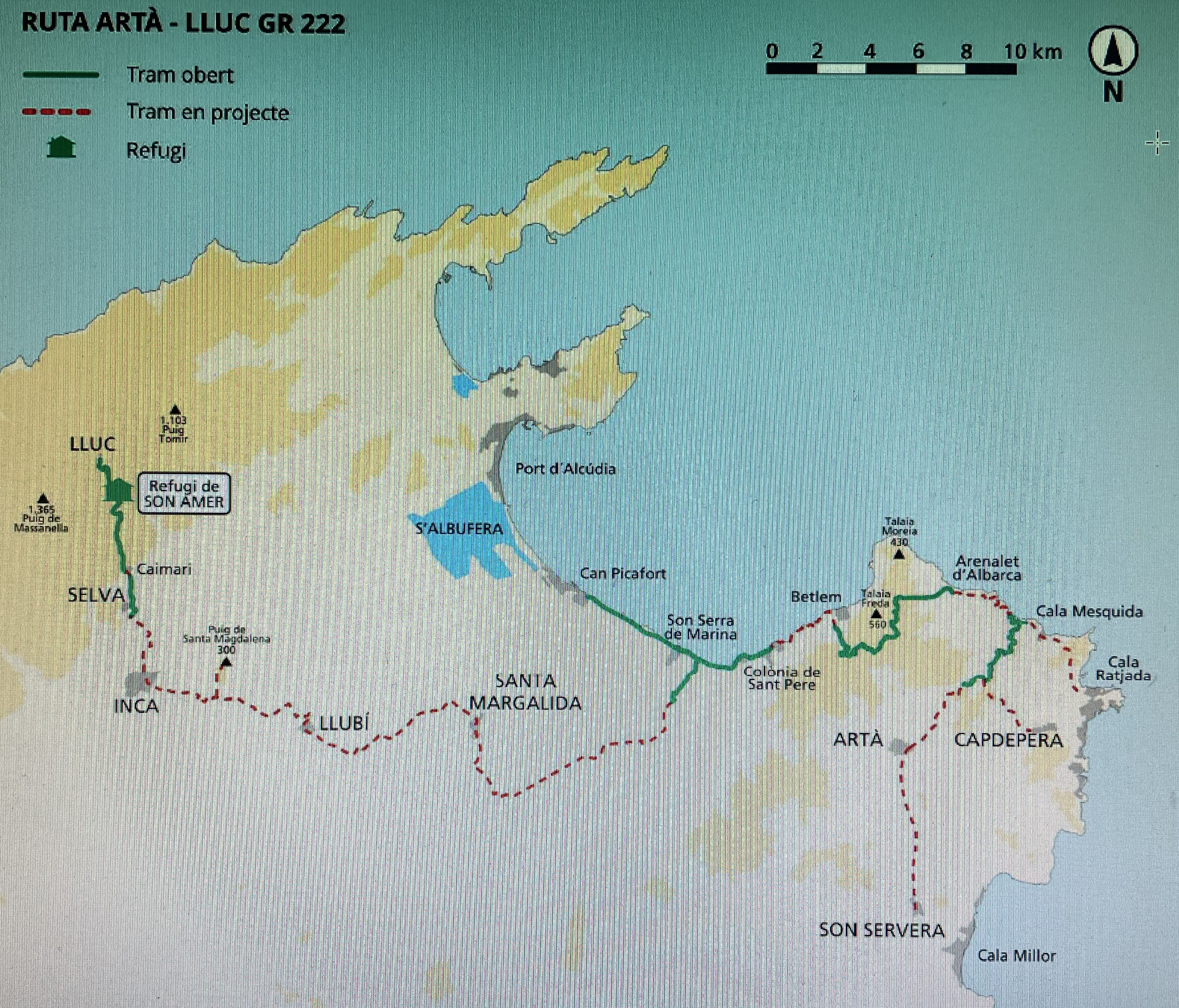
Verlauf des GR 222 (Consell de Mallorca)

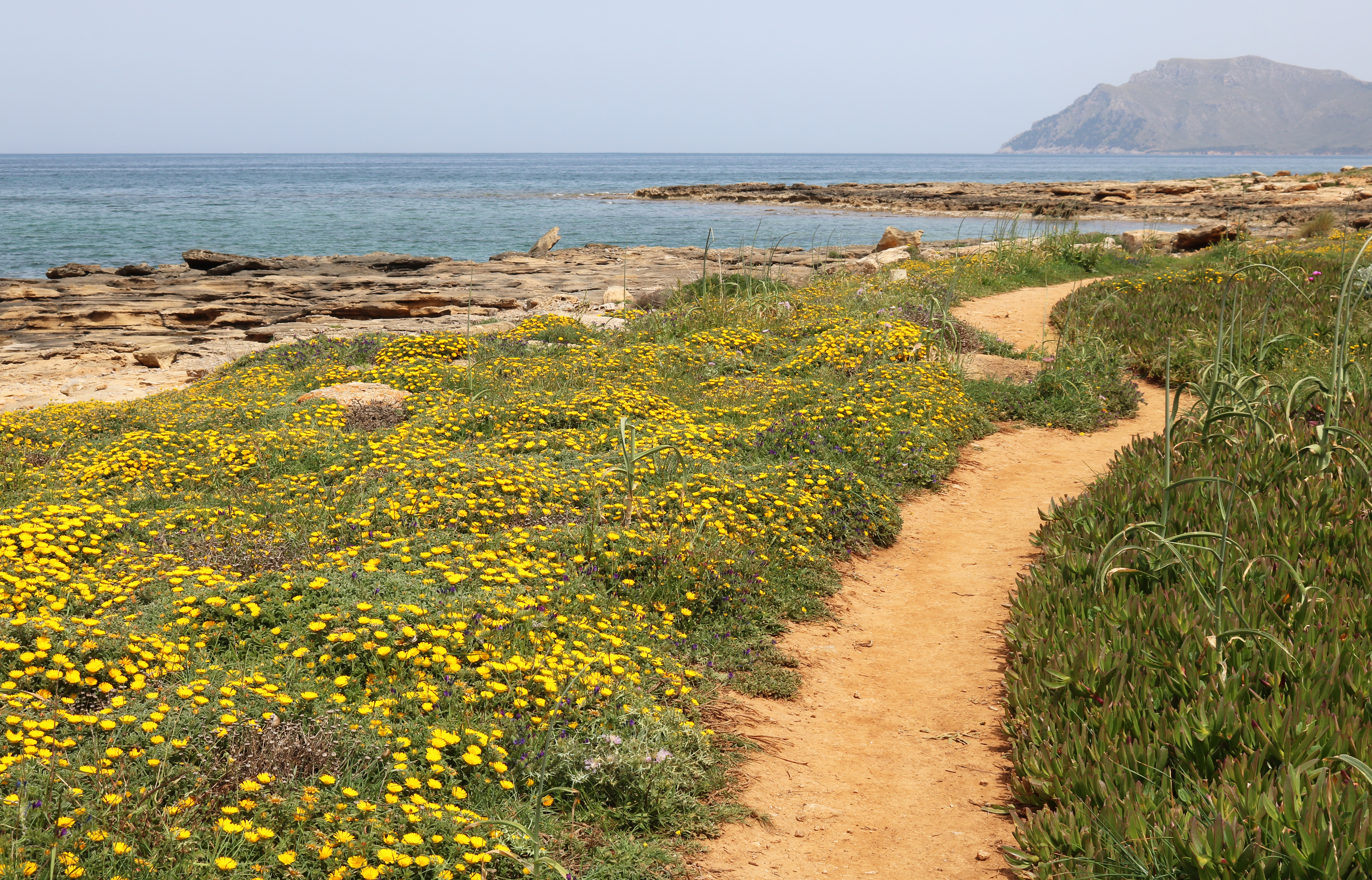
Küstenpfad bei Colònia de Sant Pere

Der GR 222 (katalanisch: Gran Recorregut 222, span.: Gran Recorrido 222) ist ein GR-Fernwanderweg () auf der spanischen Baleareninsel Mallorca. Nach Fertigstellung aller fünf Etappen soll er von Artà bis in die Serra de Tramuntana zum Pilgerzentrum Santuari de Lluc führen.

## Geplanter Verlauf

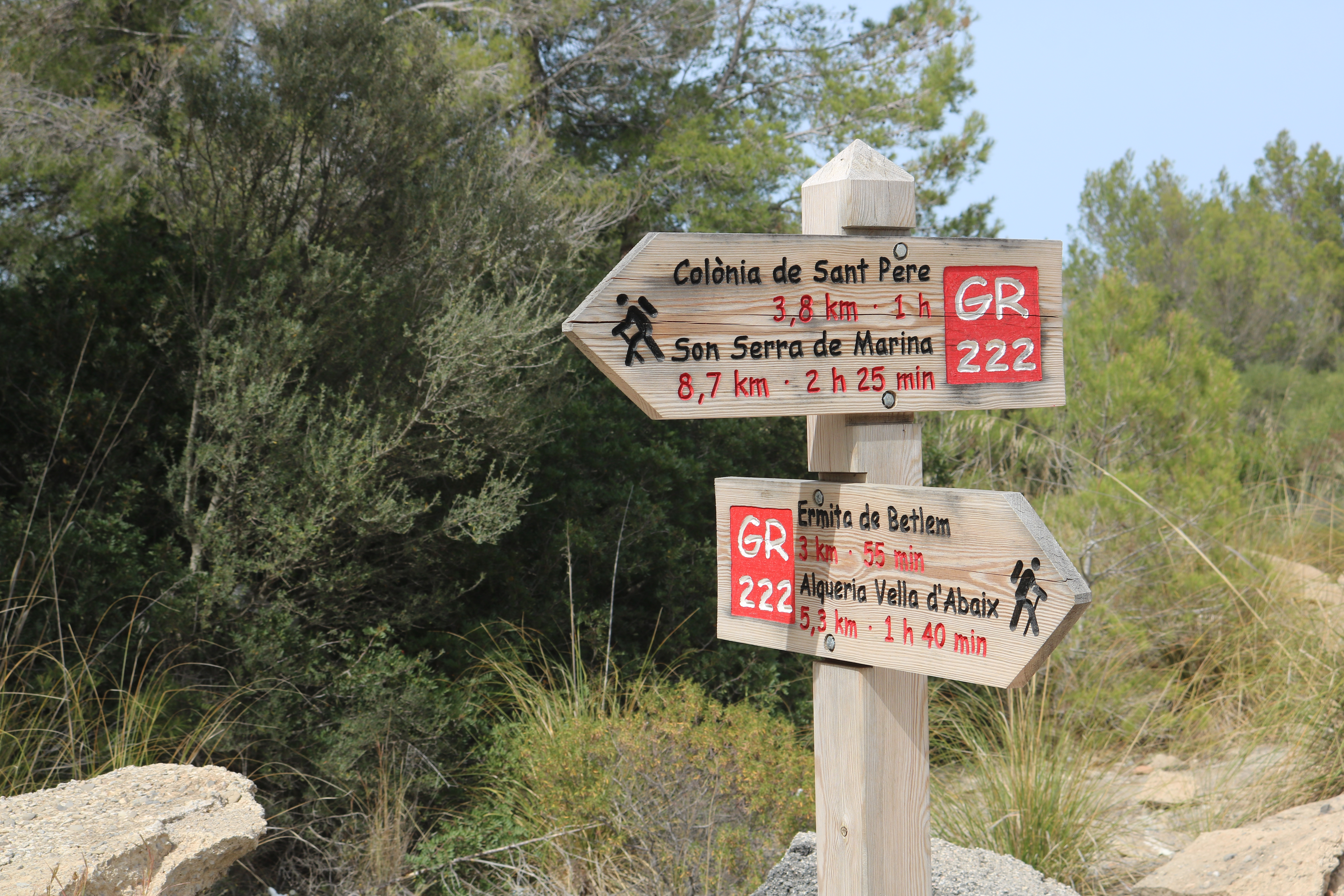
Beschilderung am GR 222 in Betlem

1. Etappe: Artà – s’Arenalet des Verger (17 km)
2. Etappe: s’Arenalet des Verger ‒ Betlem (14 km)
3. Etappe: Betlem ‒ Santa Margalida (31 km)
4. Etappe: Santa Margalida ‒ Inca (24 km)
5. Etappe: Inca ‒ Lluc (15 km)

Die Gesamtlänge der Strecke wird 101 km betragen, zuzüglich vier Varianten (Puig de Santa Magdalena, Capdepera, Cala Ratjada und Can Picafort) etwa 130 km.
Ausgeschildert und begehbar sind bereits die Abschnitte
- Coll des Racó – Cala Estreta (Etappe 1)
- s’Arenalat des Verger – Betlem (Etappe 2)
- Colònia de Sant Pere – Casas de Son Serra (Etappe 3)
- Selva – Lluc (Etappe 5)

## Weblinks

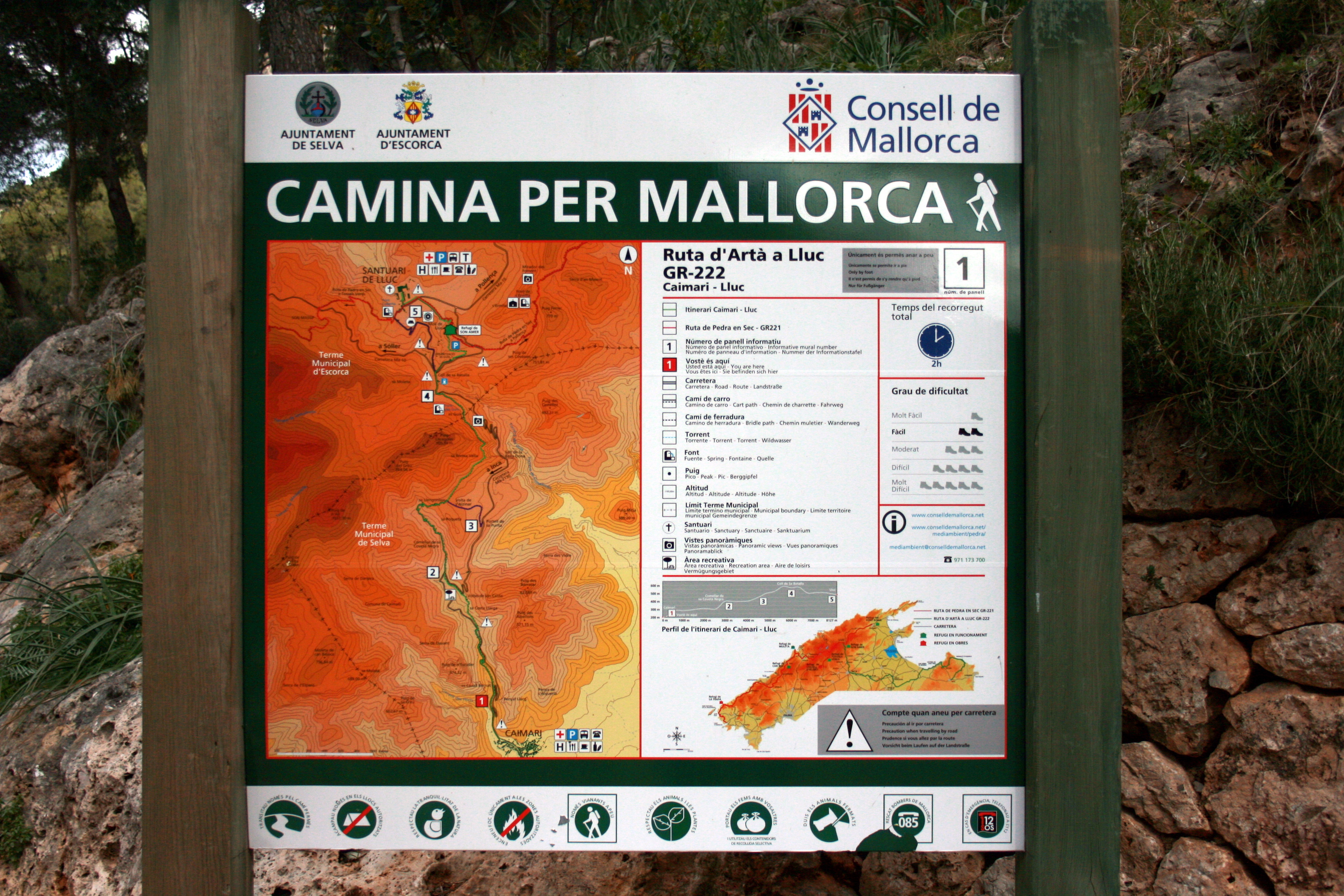
An der Etappe Caimari – Lluc